# Ålefjærfjorden
Ålefjærfjorden er den inderste del af Topdalsfjorden som igen er en gren af Kristiansandsfjorden i Kristiansand kommune i Agder fylke i Norge. 
Fjorden har indløb ved mundingen af Topdalselva og går omkring 6 km mod nord-nordvest til Ålefjær.
Kristiansand Lufthavn, Kjevik ligger på østsiden af fjorden og i syd grænser Ålefjærfjorden til Topdalsfjorden. 
Topdalsfjorden går videre mod syd til Byfjorden syd for selve Kristiansand. På vestsiden ved indløbet til Ålefjærfjorden ligger Justnesøya og Justvik.
Topdalsfjorden som Ålefjærfjorden er en del af er en tærskelfjord. Tærsklen går over fjorden med Varoddbrua syd for Ålefjærfjorden og på grund af stor tilførsel af ferskvand fra både Ålefjærbekken fra Bjåvann inderst i fjorden og Topdalselva har fjorden et ganske lavt saltindhold. Ved store nedbørsmængder kan man regne inderste del af Ålefjærfjorden for brakvand. På grund af lavt saltindhold fryser Ålefjærfjorden ofte  tidligere på vinteren end Topdalsfjorden og isen stopper normalt ved tærsklen ved Varoddbrua hvor saltinnholdet øger og strømmen er stærkere ved tidevandsændinger.
Omtrent midt i Ålefjærfjorden ligger Kvevika hvor forsvaret i 1986 etablerede et våbenlager for blandt andet miner. Forsvarets aktivitet i Kvevika blev afsluttet i 2002, men man kan endnu sejle  ind og se både kaj og tunel-indgangen til det gamle anlæg.
Tidligt i 1900-tallet blev der drevet tømmerflådning i fjorden. Tømmer blev fragtet med tovbane til Hunsfos fabrikker i Vennesla. Ålefjær kaj bliver i  folkemunde bare kaldt for "Taubanen" til trods for at der ikke har været drevet tovbane der siden 1963